# Tuff Enuff
Tuff Enuff è un album del gruppo musicale statunitense The Fabulous Thunderbirds, pubblicato nel gennaio 1986.

## Descrizione
L'album, pubblicato dalla CBS Associated Records su LP, musicassetta e CD, è prodotto da Dave Edmunds.
Dal disco vengono tratti i singoli Tuff Enuff e Wrap It Up.

## Tracce

### Lato A
1. Tuff Enuff
2. Tell Me
3. Look at That, Look at That
4. Two Time My Lovin
5. Amnesia

### Lato B
1. Wrap It Up
2. True Love
3. Why Get Up
4. I Don't Care
5. Down at Antones (strumentale)